# Walter Thijssen
Walter Meijer Timmerman Thijssen (28 de septiembre de 1877-3 de julio de 1943) fue un deportista neerlandés que compitió en remo. Participó en los Juegos Olímpicos de París 1900, obteniendo una medalla de bronce en la prueba de ocho con timonel.

## Palmarés internacional
| Juegos Olímpicos | Juegos Olímpicos | Juegos Olímpicos  | Juegos Olímpicos |
| Año              | Lugar            | Medalla           | Prueba           |
| ---------------- | ---------------- | ----------------- | ---------------- |
| 1900             | París (Francia)  | Medalla de bronce | Ocho con timonel |